# Cardoen CB-250-K
CB-250-K – chilijska kasetowa bomba lotnicza. Przenosi 240 odłamkowo-przeciwczołgowych podpocisków typu PM-1. Jest to udoskonalona wersja bomby CB-500 wyposażona w nowy korpus z włókna szklanego i nowy zapalnik. Dzięki modyfikacjom udało się osiągnąć bardziej równomierny rozrzut podpocisków. CB-250-K przenoszona jest przez samoloty F-5 Freedom Fighter, Mirage 5, Mirage 50 i A-36 Halcon.